# ヨッヘン・ブライケン
ヨッヘン・ブライケン（ドイツ語: Jochen Bleicken、1926年 - 2005年）は、ドイツの古代史教授である。専門は古代ローマ。

## 経歴
1926年9月3日、ジルト島、ヴェスターラント（ドイツ）に生まれる。兵役を務め投獄された後、1947年フリードリッヒ・ポールセン学校（de）を卒業し、翌1948年から1954年までフランクフルトのキール大学で、遅れていたギリシア語を牧師に習いながら、歴史学と古典文献学を学んだ。途中一学期だけフランクフルト大学でマティアス・ゲルツァー、ヘルマン・シュトラスブルガーの教えを受け、後に同僚となって親密な関係を保った。1954年夏に博士号を取得。師アルフレート・ホイスと共にゲッティンゲン大学へ移って助手を務めた。1956年から一年間、奨学金で地中海を周り、古代のコインを集め始める。1961年にゲッティンゲン大学哲学科の教授資格を取得した。
彼はテオドール・モムゼンのやや独断的な部分を補強し、1955年の論文Das Volkstribunat der klassischen Republik（共和政初期の護民官）では、護民官がハンニバル前後でその性格を一変したことを扱っており、その後も共和政期の自由について研究を続けた。教授資格取得論文Senatsgericht und Kaisergericht（元老院裁判所と皇帝裁判所）では、元首政時代の皇帝と元老院の関係について研究し、その後はキリスト教とコンスタンティヌス1世についてや、アテナイの民主主義についても研究の幅を広げている。
1962年にはハンブルク大学で、1967年からはフランクフルト大学で、1977年には師ホイスの後を継いでゲッティンゲン大学で教授職に就いた。1978年からは、ゲッティンゲン科学アカデミーのメンバーでもある。
控えめな性格で学内政治とは距離を置いていたが、学生との距離は近かった。古代ギリシアから古代末期まで広範に講義し、1975年に教科書としてDie Verfassung der römischen Republik（共和政ローマの体制）を書き上げ、その後長年にわたって利用され、その間何度も校訂している。最終的にローマ史へと回帰した彼は第二次三頭政治以降の共和政の変容について研究し、アウグストゥスの伝記を書き上げた。
1991年には辞任したが、1999年まで講義を担当していた。

## 著作
- Der Begriff der Freiheit in der letzten Phase der römischen Republik（共和政ローマ最終局面における自由の概念）. (1962)
- Staatliche Ordnung und Freiheit in der römischen Republik（共和政ローマの秩序と自由）. Verlag Michael Laßleben. (1972)
- Lex publica. Gesetz und Recht in der römischen Republik（レクス・プブリカ、共和政ローマの法と正義）. De Gruyter. (1975). ISBN 9783110045840
- Die Verfassung der römischen Republik（共和政ローマの体制）. (1975)
  - 村上淳一・石井紫郎 訳『ローマの共和政』山川出版社、1984年。ISBN 9784634653504。（第一章から第三章まで）
- Prinzipat und Dominat（元首政と専政）. Franz Steiner Verlag. (1978). ISBN 9783515028769
- Staat und Recht in der römischen Republik（共和政ローマの国家と法）. Franz Steiner Verlag. (1978). ISBN 9783515028912
- Zum Regierungsstil des römischen Kaisers（帝政ローマの政体について）. Franz Steiner Verlag. (1982). ISBN 9783515037365
- Geschichte der römischen Republik（共和政ローマの歴史）. Oldenbourg Wissenschaftsverlag. (1982). ISBN 9783486496628
- Die athenische Demokratie（アテナイの民主主義）. Schöningh Paderborn. (1985). ISBN 9783506719003
- Zwischen Republik und Prinzipat（共和政と元首政の狭間）. Vandenhoeck & Ruprecht. (1990). ISBN 9783525824719
- Prinzipat und Republik（元首政と共和政）. Franz Steiner Verlag. (1991). ISBN 9783784771120
- Constantin der Grosse und die Christen（コンスタンティヌス大帝とキリスト教信者）. Oldenbourg Wissenschaftsverlag. (1992). ISBN 9783486644159
- Verfassungs- und Sozialgeschichte des Römischen Kaiserreiches（帝政ローマの政体と社会史）. UTB. (1994). ISBN 9783825208394
- Gedanken zum Untergang der römischen Republik（共和政ローマ衰退の考察）. Franz Steiner Verlag. (1995). ISBN 9783515068314
- Cicero und die Ritter（キケロとエクィテス）. Vandenhoeck & Ruprecht. (1995). ISBN 9783525826027
- Römische Geschichte（ローマの歴史）. Schöningh Paderborn. (1998). ISBN 9783506739278
- Augustus（アウグストゥス）. Fest, Alexander. (1998). ISBN 9783828600270